# Brian Johnson (effetti speciali)
Brian Johnson, nato Brian R. Johncock (Surrey, 29 giugno 1939), è un effettista britannico.

## Biografia
Cambia il suo cognome in Johnson durante gli anni sessanta. Conosciuto per gli effetti speciali in serie TV come Thunderbirds o film come Alien, per il quale vince l'Oscar ai migliori effetti speciali nel 1980 insieme a Hans Ruedi Giger, Carlo Rambaldi, Nick Allder e Denys Ayling. In precedenza aveva realizzato i modelli di veicoli spaziali per il film 2001: Odissea nello spazio.
Impressionato dal suo lavoro, George Lucas incontra Johnson durante la produzione della serie TV Spazio 1999 per offrirgli il ruolo di supervisore agli effetti speciali nel film Guerre stellari, offerta che ha dovuto rifiutare in quanto già scritturato per la seconda serie di Spazio 1999. Lavorò comunque sul sequel Guerre stellari - L'Impero colpisce ancora, con il quale vinse l'Oscar Special Achievement Award insieme a Richard Edlund, Dennis Muren e Bruce Nicholson.

## Riconoscimenti
Johnson ha vinto l'Oscar per Alien e per Guerre stellari - L'Impero colpisce ancora, inoltre ha avuto una nomination per Il drago del lago di fuoco. Ha ricevuto inoltre il premio Saturn Award per i migliori effetti speciali sempre per Guerre stellari - L'Impero colpisce ancora e il premio BAFTA ai migliori effetti speciali per il sequel di Alien, Aliens - Scontro finale.

## Filmografia

### Effetti speciali
- I vampiri dello spazio (Quatermass 2), regia di Val Guest (1957) - non accreditato
- Il mistero del castello (The Kiss of the Vampire), regia di Don Sharp (1963) - non accreditato
- Thunderbirds - serie TV, (1965 - 1966)
- 2001: Odissea nello spazio (2001: odissea nello spazio), regia di Stanley Kubrick (1968) - non accreditato
- Luna zero due (Moon Zero Two), regia di Roy Ward Baker (1969) - non accreditato
- Una messa per Dracula (Taste the Blood of Dracula), regia di Peter Sasdy (1970) - come Brian Johncock
- Quando i dinosauri si mordevano la coda (When Dinosaurs Ruled the Earth), regia di Val Guest (1970) - come Brian Johncock
- Spazio 1999 (Space 1999) - serie TV, (1975 - 1976)
- The Day After Tomorrow, regia di Charles Crichton - film TV (1975)
- Il tocco della medusa (The Medusa Touch), regia di Jack Gold (1978)
- La vendetta della Pantera Rosa (The Revenge of the Pink Panther), regia di Blake Edwards (1978)
- Alien, regia di Ridley Scott (1979)
- Guerre stellari - L'Impero colpisce ancora (The Empire Strikes Back), regia di Irvin Kershner (1980)
- Il drago del lago di fuoco (Dragonslayer), regia di Matthew Robbins (1981)
- I pirati di Penzance (The Pirates of Penzance), regia di Wilford Leach (1983)
- La storia infinita (Die unendliche Geschichte), regia di Wolfgang Petersen (1984)
- Spie come noi (Spies Like Us), regia di John Landis (1985)
- Aliens - Scontro finale (Aliens), regia di James Cameron (1986)
- Slipstream, regia di Steven Lisberger (1989)
- Dragonheart, regia di Rob Cohen (1996)
- Space Truckers, regia di Stuart Gordon (1996)

### Regista
- Scragg 'n' Bones - cortometraggio d'animazione (2006)